# Pure (novela)
Pure es una novela publicada en 2011 por el novelista británico Andrew Miller. El libro es la sexta novela de Miller y fue editado en lengua original inglesa el 9 de junio de 2011 en Reino Unido en la colección "Sceptre" de la editorial Hodder & Stoughton. 
La novela se localiza en el París del periodo previo a la Revolución francesa. Se centra en la vida de un ingeniero llamado Jean-Baptiste Baratte y sus esfuerzos para llevar a cabo las labores de exhumación de los cadáveres y el saneamiento de un cementerio que está contaminando y creando problemas sanitarios en el centro de la capital francesa. Baratte hace amigos y enemigos en la misma medida en la que el cementerio es respetado o detestado por los vecinos del distrito.

## Antecedentes
Miller escuchó hablar por primera vez sobre la supresión del cementerio diez años antes de escribir la novela, cuando leyó un libro del medievalista e historiador francés Philippe Ariès, concretamente su obra de 1977 titulada L'Homme devant la mort (El hombre ante la muerte). El libro de Ariès no entra en muchos detalles sobre el evento, sin embargo, Miller fue "cogido por la teatralidad" del mismo y decidió escribir una novela basada en la exhumación de los cadáveres. En una entrevista con Kira Cochrane, afirmó que la novela "le atraía por ser interesante, visualmente interesante", afirmando que "fue cuando sucedió todo lo que la hizo sobresalir. En la década de 1780, unos años antes de la revolución francesa". Miller afirmó además que la ocupación de su padre como médico también influyó en su interés por el cuerpo humano, afirmando que "crecí mirando estas cosas: mi Beano y Dandy eran BMJ y The Lancet ". Miller decidió no incluir ningún diálogo en francés en la novela porque "es pretencioso" en una novela en inglés, afirmando que "tenía miedo de que mi editor lo tachara".

## Título
El título de la novela se puede atribuir a una serie de aspectos de la misma. La purificación del cementerio y el cambio reciente en las costumbres sociales (en relación con la suciedad y la descomposición) son los más evidentes. James Kidd, escribiendo para The Independent, afirmó que "si esto sugiere una definición de pureza, otras son sugeridas por corrientes políticas subyacentes. A saber, los ideales que ayudaron a dar forma a la Revolución Francesa: el llamado a la razón de Voltaire, el llamado a la igualdad de Rousseau y el llamado a las armas de Robespierre

## Tapa

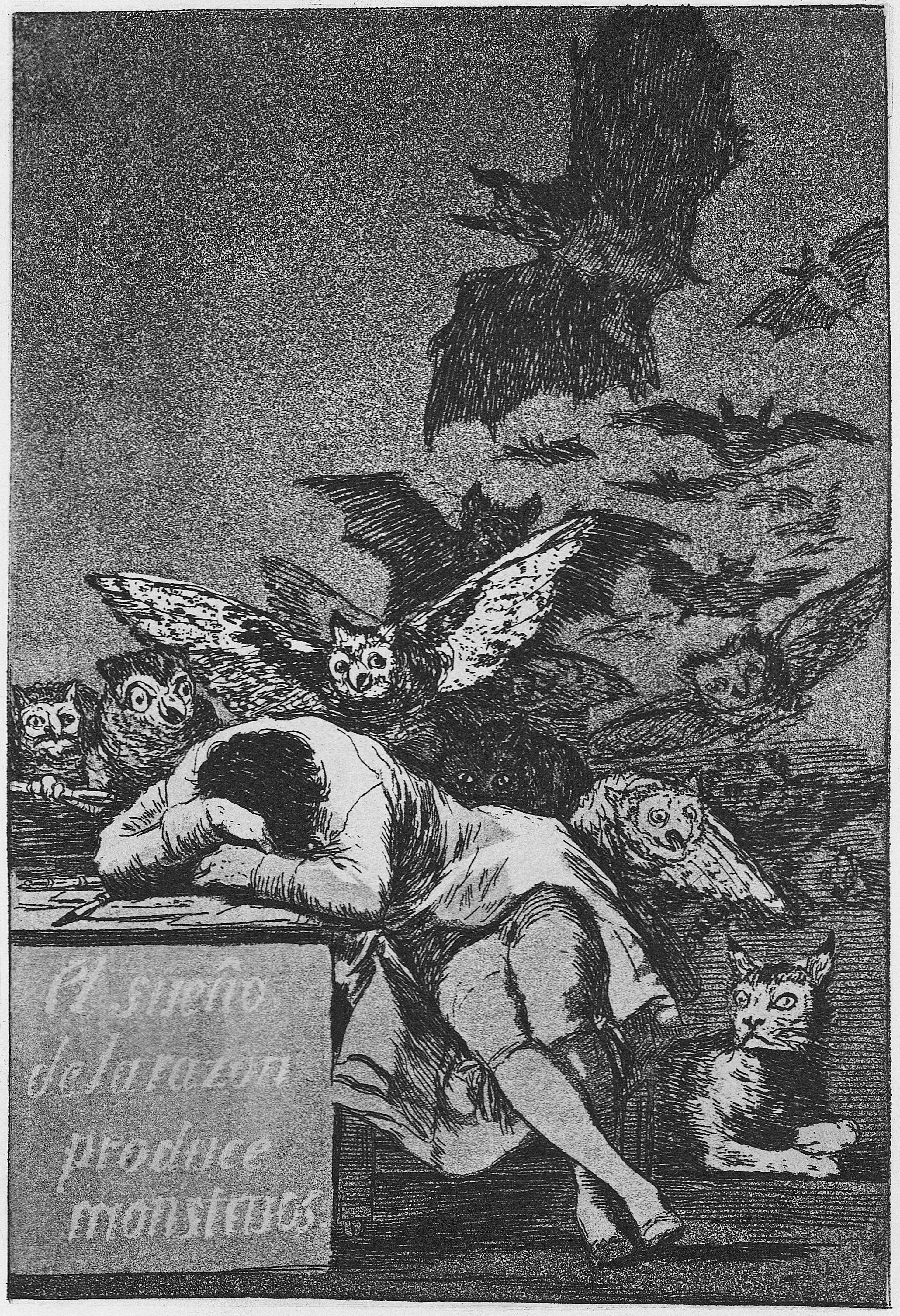
El aguafuerte de Francisco Goya, El sueño de la razón produce monstruos

La tapa, creada por Royston Knipe, se basó en el aguatinta de Francisco Goya El sueño de la razón produce monstruos. Presenta a Baratte con su traje Charvet de seda verde pistacho reemplazando al Goya yacente en su autorretrato. En lugar de los búhos y los murciélagos que asaltan a Goya en El sueño de la razón, Knipe utilizó cuervos. La tapa fue señalada por el escritor de The Guardian, John Dugdale, en un artículo sobre el aspecto de marketing del diseño de portadas de libros, como algo único en el mercado del momento. Dijo que junto con las tapas de El sentido de un final y The Tiger's Wife, "Ninguna de las tres se parece a nada de lo que hay en las librerías".

## Trama
Al ingeniero de 28 años Jean-Baptiste Baratte le es encomendada la tarea de remover el cementerio de los Santos Inocentes de Les Halles, París, en 1786 (la plaza Joachim-du-Bellay ahora ocupa el área) y su iglesia. Baratte es un ingeniero en cuya carrera solo consta un puente decorativo, construido en su pequeña ciudad natal, por lo cual resulta algo sorprendido por su nombramiento; se esfuerza, sin embargo, en llevar a cabo la tarea.
El cementerio ha estado en uso durante muchos años, pero dada la cantidad de personas enterradas en un área tan pequeña, los cuerpos han comenzado a desbordarse y caer en las casas vecinas a medida que se realizan mayores excavaciones y se debilitan las paredes de los sótanos. Toda el área está impregnada de mal olor y una atmósfera que pudre los productos frescos más rápidamente que lo que es habitual y contamina el aliento de quienes viven allí.
Mientras explora el cementerio antes de comenzar la obra, Baratte  vive con los Monnard, una familia de clase media con una hermosa hija, Ziguette. En el cementerio, Baratte conoce a Armand, el organista de la iglesia, que sigue tocando, pero ya sin oyentes, porque la iglesia ha cerrado hace mucho tiempo. El solitario Père Colbert, el cura de la iglesia, está loco, y Jeanne, de 14 años, la nieta del sacristán, que creció en el cementerio, será fundamental apoyo para las actividades de Baratte.
Baratte inicialmente mantiene su trabajo en secreto, pero sus conocidos finalmente se enteran de su objetivo y la mayoría lo acepta de mala gana, aunque Ziguette, en particular, parece molesta por la inminente destrucción del cementerio.
Para el trabajo, Baratte contrata a hombres de una mina en la que trabajó anteriormente, y también a su antiguo amigo Lacoeur, para que sea el capataz. El trabajo va bien hasta que de improviso Baratte es atacado una noche por Ziguette, hiriéndolo en la cabeza. Baratte queda con lesiones permanentes que incluyen migrañas severas, dificultad para leer y pérdida del sentido del gusto. Después de la lesión, Baratte decide trasladar a Heloïse, una conocida prostituta de la zona, a la casa de los Monnard como su compañera.
Aunque todo va bien para Baratte después de la lesión, una noche lo llaman al cementerio donde se entera de que Jeanne fue atacada y violada por Lacoeur, quien luego se suicida. Sus superiores le ordenan que encubra el suicidio y se difunde el rumor de que habría matado a Lacoeur defendiendo a Heloïse.

## Personajes
- Jean-Baptiste Baratte: el protagonista es originario de Normandía, ingeniero graduado de la École des Ponts et Chaussées y supervisor del proyecto. Su nombre hace referencia al bíblico Juan Bautista.[7][8] El apodo de Baratte es "Bêche", que en francés significa "pala", lo cual remite a su actividad en el cementerio.[9]
- Armand: el organista extravagante y alcohólico de la iglesia y amigo de Baratte.
- Héloïse Goddard, una prostituta, también conocida como "La austríaca" por su parecido con la reina María Antonieta, que se especializa en complacer las peculiares perversiones de sus clientes. Entabla una relación amorosa con Baratte.
- Lecoeur: el viejo amigo de Baratte, contratado como capataz de los mineros que realizaban la excavación. Su nombre significa "batir".[10]
- Ziguette Monnard: la hija del casero de Barrate que ataca a Baratte de noche, oponiéndose a su trabajo.
- Marie: criada de los Monnard que espía a Baratte durmiendo.
- Jeanne: nieta de 14 años del sacristán de la iglesia.
- Dr. Guillotin: un médico que observa el progreso de la excavación con fines investigativos.
- Père Colbert: el sacerdote loco de la iglesia.

## Temas

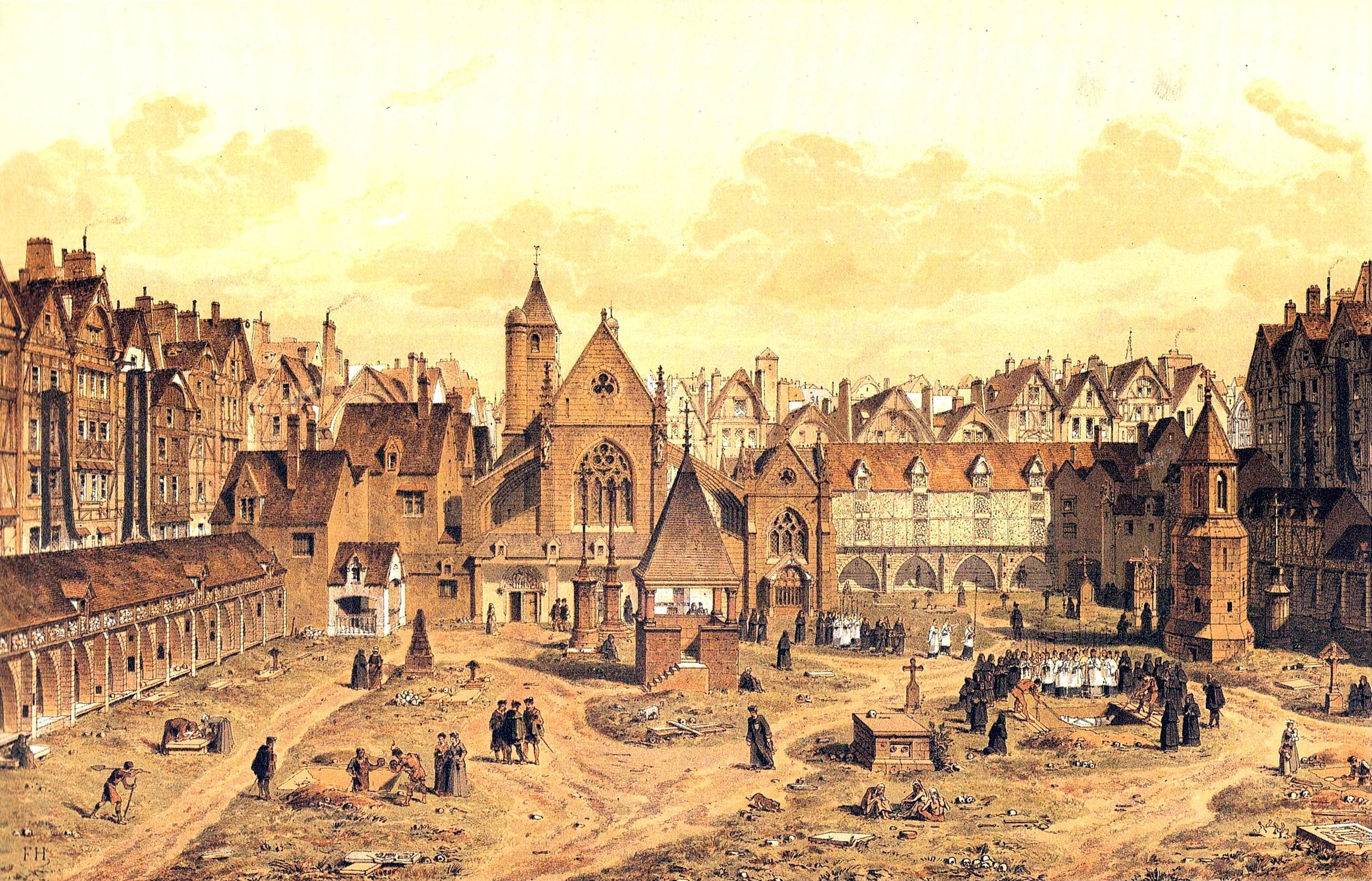
Cementerio de los Santos Inocentes c. 1550. La Iglesia de los Santos Inocentes está al fondo.

La novela tiene lugar inmediatamente antes de la Revolución Francesa y, aunque no se discuten en la novela, una serie de vistas e incidentes presagian los eventos inminentes. Clare Clark, en The Guardian, afirma que "a medida que se desarrolla la historia de Baratte, la revolución inminente se cierne sobre la narrativa como la hoja de la guillotina por venir", identificando una serie de augurios de la agitación futura, incluyendo "un organista tocando en una iglesia vacía", el teatro local presentando una producción de Las bodas de Fígaro de Beaumarchais, y un carro que muestra la frase "M Hulot et Fils: Déménageurs à la Noblesse" (Sr. Hulot e Hijo: Mudanzas a la Nobleza ) en su costado. En The Week, Michael Bywater afirmó que sentía que la novela transmite "una sensación en el aire de que algo decisivo va a suceder, y sucederá pronto".
Thomas Quinn para The Big Issue opinó que la eliminación del cementerio en su conjunto podría interpretarse como que Miller pregunta "si deberíamos barrer el pasado en nombre del progreso" o si deberíamos "confrontar ideas fijas sobre lo que nos hace humanos en primer lugar".
Miller también habría pretendido imbuir a la novela de una sensación de ansiedad, especialmente en lo que respecta a las decisiones que debe tomar Jean-Baptiste. Hablando sobre la ficción en general en una entrevista con Lorna Bradbury para The Daily Telegraph, Miller afirmó que "una novela es una colección de ansiedades unidas, más o menos bien, de manera más o menos interesante, por la tela metálica de la trama". Bradbury afirma que "ese es absolutamente el caso con Pure, que detalla múltiples casos de locura a medida que se concretiza la tarea  de arrasar el cementerio, lo cual ocasiona pánico". Miller afirmó que "estoy interesado en lo que la ansiedad le hace a la gente", "en lo que sucede cuando no pueden responder de la forma en que el mundo espera que lo hagan". ¿Qué sucede cuando nuestro sentido de nosotros mismos se desvanece bajo la presión de las circunstancias? ¿Que queda? ".
Otro tema que prevalece en la novela es la muerte, influenciada en parte por la muerte del padre de Miller, a quien está dedicado el libro. Miller afirmó que "después de los cuarenta y tantos, la muerte es un sabor en la boca y nunca desaparece". El crítico de The Australian calificó la novela como "una meditación sobre la muerte y la fragilidad del cuerpo y el espíritu".

## Recepción
La novela recibió elogios casi unánimes, y los críticos destacaron el enfoque de Miller sobre el tema, sus personajes y escenarios vívidamente representados y su prosa elocuente.
Holly Kite escribió en el Daily Telegraph: "En medio de toda esta penumbra brilla la escritura, como un centavo nuevo en la tierra. Las frases recién acuñadas de Miller, desde las bromas oscuramente cómicas del médico hasta las descripciones de los ojos como "dos clavos negros clavados en un cráneo", o ataúdes abiertos "como ostras", son llamativas, a menudo inquietantes y siempre estimulantes." 
En una reseña para The Independent, James Urquhart encontró que la novela tenía "muchas texturas" y que tenía "personajes enérgicos y agudamente observados"; afirmando que "Miller puebla la búsqueda de ecuanimidad de Baratte con estos personajes exuberantes y agrios, desarrollados de manera seductora, que colectivamente ayudan a entregar la resolución agridulce de las tribulaciones profesionales y personales de Baratte". Clare Clark opinó que "Miller es un escritor sutil y hábil" y afirmó que encontró que la novela se parecía mucho a una parábola, afirmando que "a diferencia de muchas parábolas, sin embargo, Pure no es laboriosa ni pesada. Miller escribe como un poeta, con una sencillez engañosa: sus frases e imágenes son destilaciones intensas, que conjuran los detalles fugaces de la existencia con claridad". Clark continúa diciendo que " Pure desafía las convenciones ordinarias de la narración, deslizándose como un sueño entre la lucidez y una especie de elusividad abstracta. Los personajes son a menudo opacos. La narración carece de estructura dramática, desarrollándose en tiempo presente tanto como lo hace la vida, sin una forma clara o un clímax" y consideró que "El resultado es un libro que es inquietante y, en última instancia, optimista". Jennifer Levasseur en The Australian opinó que Pure estaba "bien ejecutado e inventivo", afirmando que la trama le pareció "históricamente convincente, inmediatamente atractiva e intelectualmente estimulante". Continuó afirmando que "Miller tiene el calibre de un escritor que merece ser seguido sin importar el tema, el período de tiempo o el entorno, debido a su asombrosa destreza con el lenguaje, sus penetrantes observaciones y su capacidad para combinar una narración divertida con profundidad de carácter".
El novelista Brian Lynch, que escribe para Irish Independent, encontró que "la historia en Pure es simple, casi onírica, una fantasía realista, un cuento de hadas violento para adultos", afirmando "En su mejor momento, Pure brilla". La novela recibió dos reseñas de The Daily Telegraph. Freya Johnston estimó que "Miller se detiene en los detalles: aliento agrio, objetos en descomposición, ropa bonita, llamas, olores, pestañas. Es un observador cercano de los gatos" y afirmó, del proyecto de Baratte en su conjunto, "Miller imagina íntimamente cómo se podría haber sentido presenciarlo". Holly Kyte consideró que Pure era "irresistiblemente atractivo" y "exquisito por dentro y por fuera". Afirmó que "De vez en cuando aparece una novela histórica que es tan natural, tan alejada del pastiche, tan moderna, que emociona y expande la mente" y que descubrió que Pure es una cosa casi perfecta: detallada, simbólica y ricamente evocadora de un tiempo, lugar y hombre en flujo peligroso. Es brillantez destilada, con muy pocas impurezas.”  Suzi Feay, del Financial Times, declaró: "Silencioso, poderoso, consistentemente sorprendente, Pure es una excelente adición a un cuerpo de trabajo sustancial" y también señaló que "los retratos de mujeres y pobres de Miller son reflexivos y sutiles". Al escribir para el Daily Express, Vanessa Berridge encontró que la novela era "muy atmosférica, por no decir positivamente espeluznante a veces" y afirmó que "la elocuente novela de Miller rebosa vitalidad y color. Está repleta de detalles personales y físicos que evocan el París del siglo XVIII con una inmediatez sorprendente".
"Sobre todo, se evoca el París prerrevolucionario con detalles punzantes, desde su pan fragante y orinales apestosos hasta la textura de la ropa, la severidad del procedimiento médico y la miríada de colores de los huesos excavados. Al concentrarse en los personajes secundarios y los caminos de la historia, Miller evoca un mundo desaparecido inquietantemente tangible."
En una reseña para The Observer, Leo Robson encontró que la novela era algo decepcionante y afirmó que "es decepcionante, dada la vitalidad del escenario y la configuración de la novela, que Miller no logre el dinamismo correspondiente en el desarrollo de la trama y los personajes [...] como escritor en prosa, Miller parece reacio a correr riesgos, lo que significa que no hay pratfalls (aterrizajes en las nalgas), pero tampoco gloria". Encontró que "el progreso del ingeniero y sus reveses se narran en un tiempo presente paciente y de labios apretados, y así como la novela rara vez se ocupa de algo que no incida en la destrucción de Les Innocents, rara vez se desvía de su obsesivo discurso, régimen de descripción y diálogo". Sin embargo, moderó un poco esto, afirmando que "una de las ventajas de la novela histórica sobre la novela de actualidad o periodística es que el punto de referencia es la plausibilidad en lugar de la autenticidad verificable. El éxito en este esfuerzo requiere una capacidad de inmersión y un grado de imaginación, y cualesquiera que sean sus deficiencias como prosista y narrador, Andrew Miller está dotado de ambos".

## Premios y nominaciones
La novela no fue preseleccionada para el Premio Man Booker, para sorpresa de varios críticos. Ganó sin embargo el premio Costa Book Award en 2011 a la "Mejor novela" y al "Libro del año".
La novelista Rose Tremain, que escribe para The Guardian, identificó la obra como uno de sus dos "Libros del año 2011". En 2012, The Observer la nombró como una de "Las 10 mejores novelas históricas". Fue preseleccionada para el Premio Walter Scott de ficción histórica de 2012, y los jueces elogiaron el libro como "una historia completamente inesperada, ricamente imaginada y bellamente estructurada"; y el Premio South Bank en la categoría "Literatura". La novela también fue preseleccionada para los premios del libro de la "Semana de los libreros independientes", que son votados por el público a través de librerías independientes.
Pure fue señalado como "Elección de los editores" por The New York Times en junio de 2012. La novela también se incluyó en la lista "Your Top Choice" de Belfast Telegraph como el mejor libro de la semana. NPR lo incluyó en una de sus "Listas de críticos" para el verano de 2012 en la sección "Lecturas ricas: ficción histórica digna de una reina", nominada por la autora de ficción histórica Madeline Miller, quien afirmó que "esta es la mejor ficción histórica".

### Costa "Book of the Year"
Los jueces del premio describieron la obra como "Una novela histórica estructural y estilísticamente impecable, este libro es una historia apasionante, bellamente escrita y emocionalmente satisfactoria. Una novela sin debilidades de un autor que todos sentimos merece un mayor número de lectores." 
Hablando sobre la novela en la ceremonia de entrega de premios en Piccadilly, Londres, Miller afirmó que "no tenía un sentido especial de que esta fuera la única" y mencionó que "es un viaje extraño, pasas tres años en una habitación solo y luego esto: un poco inquietante pero profundamente placentero"; “Es una ocasión muy feliz”. El presidente del jurado, editor del periódico Evening Standard Geordie Greig, dijo que el panel basaba su decisión parcialmente en la durabilidad y la memorabilidad del trabajo, afirmando que "buscábamos calidad".
Los jueces estaban indecisos sobre si el premio debería haber sido para la biografía de Matthew Hollis Now All Roads Lead to France . El panel de jueces se enfrascó en un "debate feroz y una disidencia bastante amarga" y finalmente utilizó una votación para decidir sobre el ganador. Geordie Greig dijo que "no fue desagradable, fue directo", afirmando que "no es como comparar manzanas y naranjas, es como comparar plátanos y curry". El presidente de la selección en 2010, el editor web de las librerías Foyles, Jonathan Ruppin, apoyó la decisión y afirmó: "Al igual que Hilary Mantel, quien finalmente se convirtió en un nombre importante cuando ganó el Man Booker, Miller ahora debería obtener el éxito comercial con sus novelas elegantes y absorbentes, hace tiempo que lo merece". Continuó diciendo: " Pure captura perfectamente el estado de ánimo de una nación oprimida y enojada, a punto de derrocar a una clase dominante egoísta y fuera de contacto: es un libro muy para nuestro tiempo".